# Wilhelmsburg (Germania)
Wilhelmsburg è un comune del Meclemburgo-Pomerania Anteriore, in Germania.

Appartiene al circondario (Landkreis) della Pomerania Anteriore-Greifswald ed è parte della comunità amministrativa (Amt) di Torgelow-Ferdinandshof.